# Мейсон (округ, Техас)
Округ Мейсон (англ. Mason county) — округ штата Техас Соединённых Штатов Америки. На 2000 год в нем проживало 3739 человек. По оценке бюро переписи населения США в 2009 году население округа составляло 3965 человек. Окружным центром является город Мейсон.

## История
Округ Мейсон был сформирован в 1858 году. Он был назван в честь форта Мейсон, расположенного в будущем округе.

## География
По данным бюро переписи населения США площадь округа Мейсон составляет 2414 км², из которых 2414 км² — суша, а менее 1 км² — водная поверхность (0,01 %).

### Основные шоссе
- Шоссе 87
- Шоссе 377
- Автострада 29
- Автострада 71

### Соседние округа
- Мак-Каллок  (север)
- Сан-Саба  (северо-восток)
- Ллано  (восток)
- Гиллеспи  (юг)
- Кимбл  (юго-запад)
- Менард  (запад)

## Население
По данным переписи населения 2000 года в округе проживает 3 738 жителей в составе 1 607 домашних хозяйств и 1 110 семей. Плотность населения составляет 2,00 человека на км2. На территории округа насчитывается 2 372 жилых строений, при плотности застройки около 1-го строения на км2. Расовый состав населения: белые — 91,60 %, афроамериканцы — 0,13 %, коренные американцы (индейцы) — 0,62 %, азиаты — 0,05 %, гавайцы — 0,03 %, представители других рас — 5,75 %, представители двух или более рас — 1,82 %. Испаноязычные составляли 20,95 % населения независимо от расы.
В составе 25,90 % из общего числа домашних хозяйств проживают дети в возрасте до 18 лет, 59,10 % домашних хозяйств представляют собой супружеские пары проживающие вместе, 7,70 % домашних хозяйств представляют собой одиноких женщин без супруга, 30,90 % домашних хозяйств не имеют отношения к семьям, 29,20 % домашних хозяйств состоят из одного человека, 17,90 % домашних хозяйств состоят из престарелых (65 лет и старше), проживающих в одиночестве. Средний размер домашнего хозяйства составляет 2,31 человека, и средний размер семьи 2,83 человека.
Возрастной состав округа: 22,40 % моложе 18 лет, 4,70 % от 18 до 24, 20,70 % от 25 до 44, 28,80 % от 45 до 64 и 28,80 % от 65 и старше. Средний возраст жителя округа 47 лет. На каждые 100 женщин приходится 92,40 мужчин. На каждые 100 женщин старше 18 лет приходится 87,60 мужчин.
Средний доход на домохозяйство в округе составлял 30 921 USD, на семью — 39 360 USD. Среднестатистический заработок мужчины был 28 125 USD против 20 000 USD для женщины. Доход на душу населения составлял 20 931 USD. Около 10,10 % семей и 13,20 % общего населения находились ниже черты бедности, в том числе — 20,50 % молодежи (тех, кому ещё не исполнилось 18 лет) и 13,30 % тех, кому было уже больше 65 лет.